# Maurice Delépine
Maurice Delépine, né le 15 juillet 1883 à Paris où il est mort le 29 avril 1960, est un conseiller d'Etat français, membre du Conseil constitutionnel de 1959 à 1960.

## Biographie
Avocat près la Cour d'appel de Paris, il devient Conseiller d'État en 1936 et chef de cabinet de Vincent Auriol, ministre de la Justice, Garde des Sceaux en 1937. Relevé de ses fonctions de conseiller d'État par le Gouvernement de Vichy en 1940, il est réintégré en 1944. De 1946 à 1947, il est conseiller technique au cabinet du ministre du Travail et des affaires sociales, Daniel Mayer.
Entre 1948 et 1958, il est membre du Conseil supérieur de la magistrature et représentant du Conseil de la République au comité constitutionnel. En 1953, il est admis à la retraite du Conseil d'État et nommé conseiller d'État honoraire. De 1959 à 1960, il est membre du Conseil constitutionnel, nommé par le Président du Sénat, Gaston Monnerville. À son décès René Cassin achèvera son mandat.

## Décorations
- Commandeur de la Légion d'honneur[1]